# Resolució 2102 del Consell de Seguretat de les Nacions Unides
La Resolució 2102 del Consell de Seguretat de les Nacions Unides fou adoptada per unanimitat el 2 de maig de 2013. El Consell va establir la Missió d'Assistència de les Nacions Unides a Somàlia (UNSOM), amb el mandat inicial d'un any.
El Consell pren nota del progrés assolit pel govern de Somàlia en el darrer any, que ha treballat del costat de l'AMISOM de la Unió Africana. El diàleg entre el govern federal somali i les autoritats regionals també està funcionant bé. Tanmateix, el país encara pateix una crisi humanitària i s'han iniciat atacs terroristes per minar la pau i la seguretat. Al setembre de 2013 s'ha de celebrar una conferència sobre Somàlia a Brussel·les per tal de coordinar els esforços internacionals i la política de sis punts del president de Somàlia.
El Consell de Seguretat ha establert la Missió d'Assistència de les Nacions Unides a Somàlia (UNSOM, que va rebre el següent mandat durant els primers 12 mesos sota el lideratge del Representant Especial del Secretari General:
a. ajudar a Somàlia en el procés de pau i reconciliació,
b. Proporcionar assessorament sobre la governança, la reforma de l'exèrcit i la policia i el desenvolupament d'un sistema estatal,
c. Ajudar a coordinar el suport internacional,
d. Reforçar les capacitats de Somàlia sobre els drets humans, la protecció dels infants, la prevenció de la violència contra les dones i el poder judicial,
e. Ajudar a controlar i investigar la violació dels drets humans.